# Like the First Time
"Cheoeum Cheoreom" (tiếng Hàn Quốc: 처음처럼, "Like the First Time") là đĩa đơn của nhóm nhạc nữ Hàn Quốc T-ara được phát hành vào ngày 27 tháng 11 năm 2009. Đây là một trong hai đĩa chủ lực của T-ara được CCM phát hành để chọn ra ca khúc chủ đề cho album đầu tay Absolute First Album. "Like the First Time" đạt vị trí thứ 10 trên Gaon tuần và thứ 9 trên Gaon tháng.

## Xếp hạng
| Ca khúc                                                                  | Xếp hạng cao nhất         | Xếp hạng cao nhất          | Xếp hạng cao nhất         |
| Ca khúc                                                                  | Gaon Weekly Digital Chart | Gaon Monthly Digital Chart | Gaon Yearly Digital Chart |
| ------------------------------------------------------------------------ | ------------------------- | -------------------------- | ------------------------- |
| "Like the first time"                                                    | 10                        | 9                          | ㅡ                        |
| "—" nghĩa là không được xếp hạng hay không phát hành ở bảng xếp hạng đó. |                           |                            |                           |